# Komitet Kontaktowy
Komitet Kontaktowy – komitet koordynujący działalność ukraińskiej mniejszości w Polsce, działający w latach 1937–1939 we Lwowie.
Miał być on również przeciwwagą dla działalności Ukraińskiego Zjednoczenia Narodowo-Demokratycznego.
W skład Komitetu wchodzili:
- Dmytro Łewyckyj i Wołodymyr Kuźmowycz (z ramienia wewnętrznej opozycji z UNDO (tzw. grupy "Diła"))
- Dmytro Palijiw i Stepan Wołyneć (Front Jedności Narodowej)
- Matwij Stachiw i I. Kostiuk (Ukraińska Partia Socjalistyczno-Radykalna)
- Milena Rudnycka i Ołena Szeparowycz (Związek Ukrainek razem z Drużyną Kniahini Olhy)
- Wołodymyr Starosolśkyj (Ukraińska Partia Socjal-Demokratyczna)
- Osyp Nazaruk (grupa "Nowoj Zorii")

Chociaż Komitet był organizacją konspiracyjną i nie występował oficjalnie, jego postanowienia wykonywały solidarnie wszystkie reprezentowane w nim środowiska, wraz z kontrolowaną przez nie prasą.